# 过程工程
是化学、物理、生物过程的设计、运行、控制、优化与强化。涉及大量的工业领域，如化学、石化、农业、冶金、先进材料、食品、制药、软件开发、生物技术工业等。通过建模（modeling），仿真（simulation）和优化（optimization），基于计算机的系统方法应用称为“过程系统工程”（process systems engineering）。

## 简介
过程工程把客户的需求转化为生产设施处理原材料，产生增值的成份；这些成分运送到供应链的下一阶段。 
过程工程在设计时，使用塊圖表示原材料与期望的变换（单元处理），然后使用过程流程图（PFD）表示物料流程路径、存储设备（如罐、箱、料仓等），变换（如蒸餾塔、进料罐、出料罐、混合、分离、泵等）、过程测量，以及所有的管线、传送、内容物、材料属性如密度、黏度、粒度分布、流速、压力、温度、管线材质、单元操作等。
根据过程流程图，设计出管线与仪表图（P&ID），包括管线、传送器的尺寸信息以满足期望的流速、过程工作（如罐体液位指示、物料流仪表、称重设备、引擎速度控制、温度压力指示/控制等）。P&ID是“系统操作指南”与功能说明书。 
根据P&ID，可以制出过程的建议布局（总体安排）。其他工程领域如土木工程的场地平整、基础设计、混凝土结构设计、钢结构设计、项目成本估算、工程进度安排、采购、制造、安装、试车、启动、投产。   

## 重要技能
过程系统工程包含的重要技术领域：
- 过程设计：能量回收（英语：energy recovery）网的综合、蒸馏系统（共沸）综合、反应器网络综合、层次分解流程图、上层结构优化、 optimization, 多产品批产厂设计。
- 过程控制: 预测模型控制、可控制性测量、鲁棒控制、非线性控制、统计过程控制、过程监控、基于热力学控制
- 单元过程: 调度过程网络（scheduling process networks）、 多阶段规划与优化（multiperiod planning and optimization）、数据协调（data reconciliation）、实时优化、灵活措施（flexibility measures）、故障诊断
- 支持工具: 序贯模块仿真（sequential modular simulation）、基于方程的过程模拟（英语：process simulation）（equation-based process simulation）、 人工智能/专家系统、大规模非线性规划(NLP)、代数微分方程优化 (DAEs)、混合整数非线性规划(MINLP)、全局优化

## 过程系统工程历史
过程系统工程(PSE)是化学工程中一个年轻领域。1961年美國化學工程學會会刊出的一卷特刊，首次使用了这个术语。1982年在日本京都召开了首次过程系统工程国际学术会议，PSE才开始被广泛使用。 
该领域第一本教科书是Strategy of Process Engineering，作者Dale F. Rudd与Charles C. Watson（Wiley, 1968）。美國化學工程學會第10领域，于1977年组建了Computing and Systems Technology (CAST) Division，包含四个子领域：
- Process Design
- Process Control
- Process Operations
- Applied Mathematics

该领域第一本专业期刊是Computers and Chemical Engineering，1977年创刊。
1980年在亨尼克 (新罕布什爾州)召开的Foundations of Computer-Aided Process Design (FOCAPD) conference是该领域第一个定期会议。 